# Transformers: Zone
Transformers: Zone is een Japanse OVA, die als pilotaflevering diende voor een nooit gemaakte Transformers-serie. Het is de laatste van de Japanse spin-offs van de Originele Transformers series.

## Ontwikkeling
Oorspronkelijk zou Transformers: Zone een volledige televisieserie worden, maar vanwege de terugnemende verkoop van het Transformers speelgoed werd van de serie afgezien. De enige gemaakte aflevering werd op video uitgebracht.

## Verhaal
Zone sluit direct aan op Transformers: Victory. Een mysterieuze insectoid genaamd Violenjiger stuurt de negen "Great Decepticon Generals" - Devastator, Menasor, Bruticus, Trypticon, Predaking, Abominus, King Poseidon, Overlord en BlackZarak – eropuit om "Zone-Energie" te vinden. Hiervoor vernietigd de groep de planeet Femina. Tijdens de vernietiging wordt Star Saber gered door Dai Atlas, die vervolgens ook een aanval van de Decepticons afslaat. Aan het einde van de aflevering wordt Dai Atals de nieuwe leider van de Autobots.

## Personages

### Autobots
- Powered Masters:
  - Dai Atlas (va Yusaku Yara)
  - Sonic Bomber (va Kaneto Shiozawa)
  - Roadfire
- Micromasters:
  - Moon Radar (va Ryō Horikawa)
  - Rabbit Crater (va Tsutomu Kashiwakura)
- Rescue Patrol
- Battle Patrol
- Air Strike Patrol
- Race Car Patrol
- Off Road Patrol
- Sports Car Patrol
- Air Patrol
- Transports:
  - Overload
  - Erector
  - Roughstuff
  - Flattop
- Stations:
  - Ironworks
  - Hothouse
  - Greasepit
  - Airwave
- Bases:
  - Rocket Base
  - Groundshaker
  - Skyhopper
- Overig:
  - Victory Saber (va Hideyuki Tanaka)
  - Galaxy Shuttle
  - Cain (va Eiko Yamada)
  - Emusa (va Yumi Tōma)
  - Akira (va Naoko Watanabe)

### Decepticons
- Violenjiger (va Daisuke Gōri)
- Nine Great Generals (九大魔将軍):
  - Overlord (va Keiichi Noda)
  - Devastator (va Hirohiko Kakegawa)
  - Menasor (va Masato Hirano)
  - Bruticus (va Yukimasa Kishino)
  - Trypticon (va Daisuke Gōri)
  - Predaking (va Yukimasa Kishino)
  - Abominus (va Yukimasa Kishino)
  - King Poseidon (va Masato Hirano)
  - Black Zarak (va Hirohiko Kakegawa)
- Metro Force
  - Metrotitan
  - Metroshot
  - Metrodash
  - Metrotank
  - Metrobomb
- Micromaster Race Track Patrol
  - Barricade
  - Roller Force
  - Ground Hog
  - Motorhead

## Rolverdeling
- Yûsaku Yara ... Dai-Atlas
- Kaneto Shiozawa ... Sonic Bomber
- Eiko Yamada ... Kain
- Naoko Watanabe ... Akira
- Yumi Tôma ... Emusa
- Hideyuki Tanaka ... Victory Saber
- Ryô Horikawa ... Moon Radar
- Tsutomu Kashiwakura ... Rabbit Crater
- Kyôko Tongu ... Hôrî
- Hiroyuki Satô ... Sunrunner
- Junko Shimakata ... Micro Transformer A
- Mayumi Seto ... Micro Transformer B
- Daisuke Gôri ... Violenjiger, Trypticon
- Masato Hirano ... King Poseidon, Menasor
- Yukimasa Kishino ... Predaking, Abominus